# Robert Geisser
Robert Geisser (* 24. März 1920 in Herisau; † 8. September 1995 in St. Gallen) war ein Schweizer Grafiker. Er schuf Plakate, Signete sowie Illustrationen für Zeitungen, Verlage und Bücher.

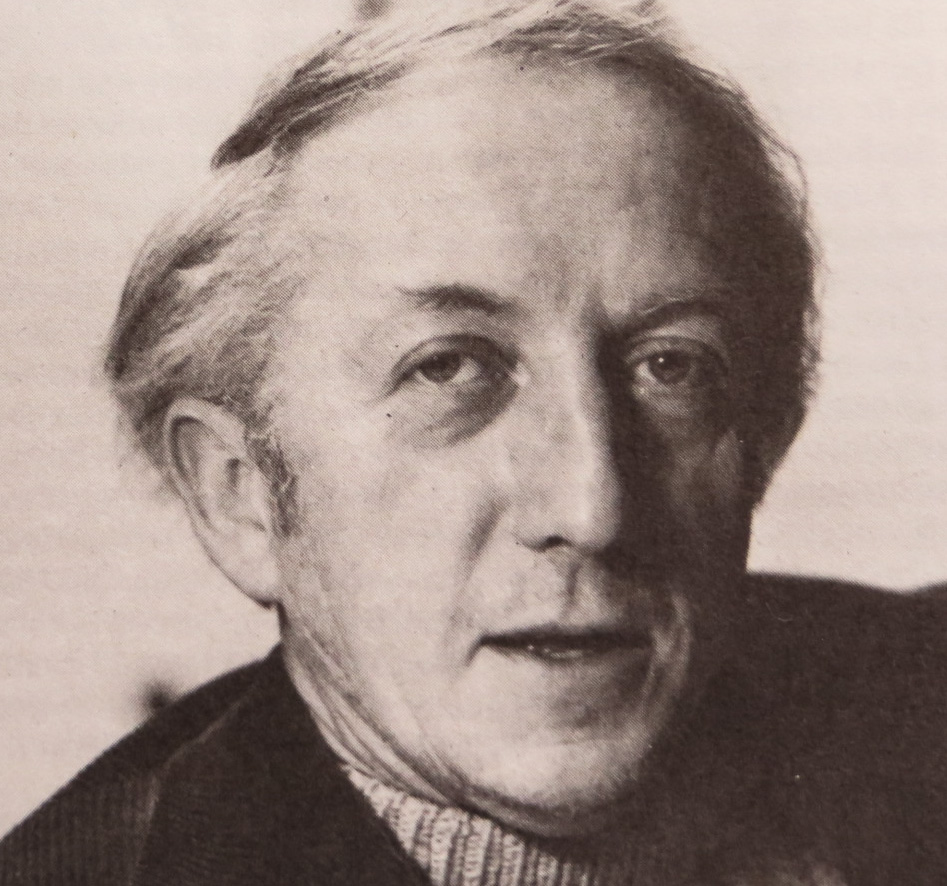
Robert Geisser (etwa 1980)

## Biografie
Geisser ist in St. Gallen aufgewachsen. Er absolvierte eine Lehre als Fahnen- und Paramentenzeichner. Anschliessend liess er sich an der Gewerbeschule St. Gallen zum Grafiker ausbilden. Nach Arbeiten in der Stickereiindustrie wurde er für die Papierbranche tätig. Er entwarf Briefköpfe und gestaltete Werbung für Papeterieartikel. 1957 eröffnete er sein eigenes Atelier in St. Gallen. Er wirkte in der Politischen Aktion Pro St. Gallen (später Forum Pro St. Gallen genannt) aktiv mit. Verschiedene Anliegen für eine menschengerechte Stadt vertrat er mit Hilfe von Zeichnungen und Karikaturen u. a. im St. Galler Anzeiger und in der Ostschweiz. Auch regte er frühzeitig an, auf dem Klosterhof unter freiem Himmel ein Gallusspiel aufzuführen. Dies geschah erstmals im Jahr 1960. Er entschied sich 1966, nicht mehr für Konsumgüter, sondern nur noch für Institutionen und Ideen zu werben. Geisser sorgte dafür, dass an der OLMA Schweizer Messe für Landwirtschaft und Ernährung des Jahres 1949 die Fahne des erst 1979 gegründeten neuen Kantons Jura neben den 25 Fahnen aller übrigen Kantone der Schweiz wehte. Daraufhin gab es einen offiziellen Protest des Kantons Bern, zu welchem damals die Region des späteren Kantons Jura gehörte.
Seine Ehefrau Monika Neracher war als Zeichnerin und Töpferin ebenfalls kreativ tätig. Robert Geisser hat zwei Kinder.

## Werke
Geisser wurde vor allem bekannt für Plakate zur OLMA und zur Werbung für die Stadt St. Gallen wie auch die Bodenseeregion. Zu den Buchillustrationen zählen beispielsweise Zeichnungen in Büchern wie Aadlech bis zibölele und Die Berge rufen. Weitere Hinweise auf viele von Geisser geschaffene Plakate sind online aufgeführt.
Auch Signete für Firmen gehörten zu seinen Kreationen. So gehört das Signet einer Biene von Geisser für Banken zu einer kleinen internationalen Auswahl der besten aus Tausenden von Signeten.

## Ausstellungsbeteiligungen
- Ein Jahrhundert im Weltformat. Schweizer Plakate von 1900 bis zur Gegenwart. Staatliche Museen zu Berlin, Preussischer Kulturbesitz, Kunstbibliothek, 2. November 2001 bis 27. Januar 2002.
- IX. Schweizerische Ausstellung Alpiner Kunst. St. Gallen, 17. Mai 1958 bis 15. Juni 1958.

## Auszeichnungen
- 1967: Förderungspreis und Anerkennungspreis der Stadt St. Gallen
- 1960; 1966: Schweizer Plakate des Jahres

## Weblinks

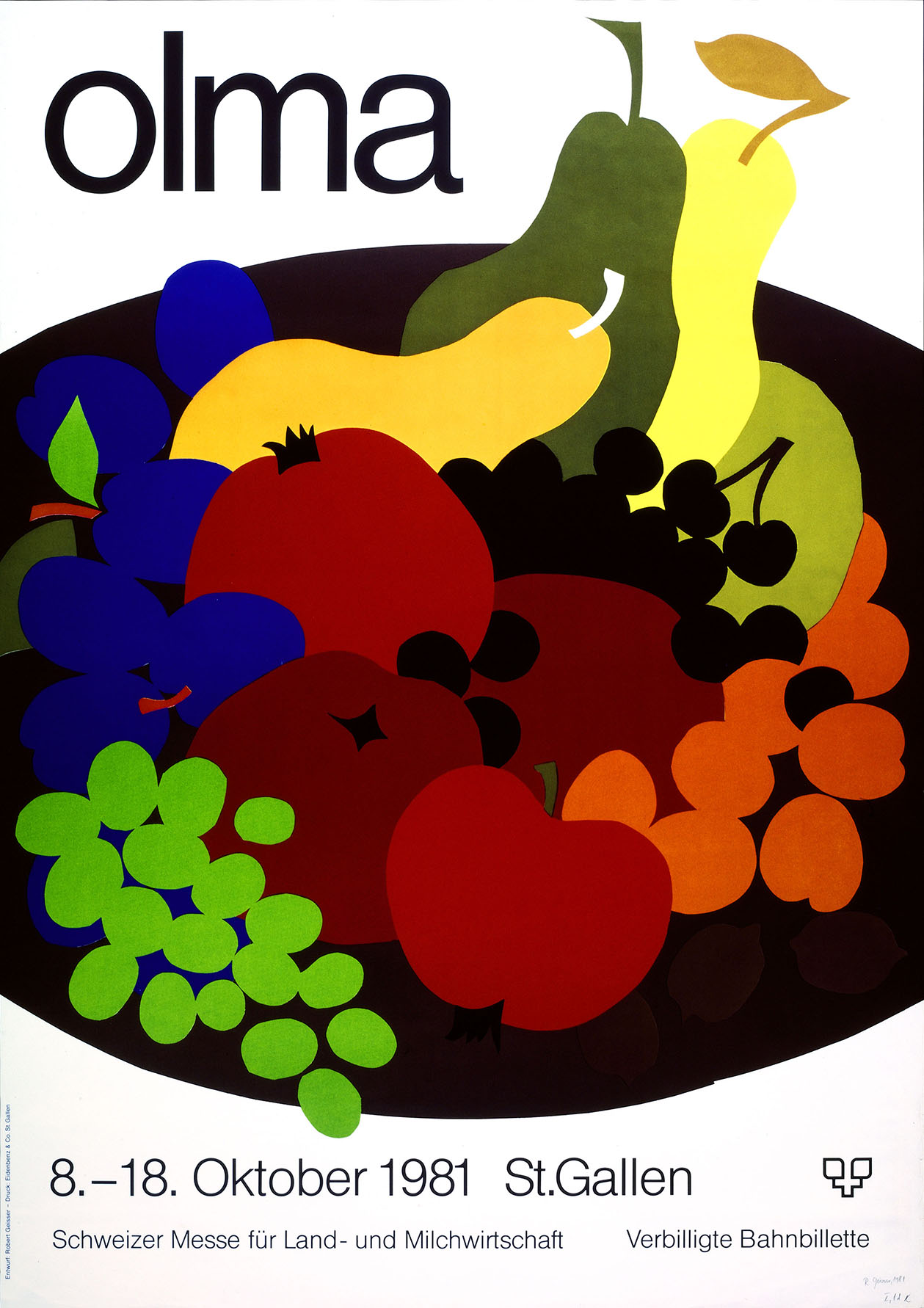
Robert Geisser: OLMA-Plakat 1981
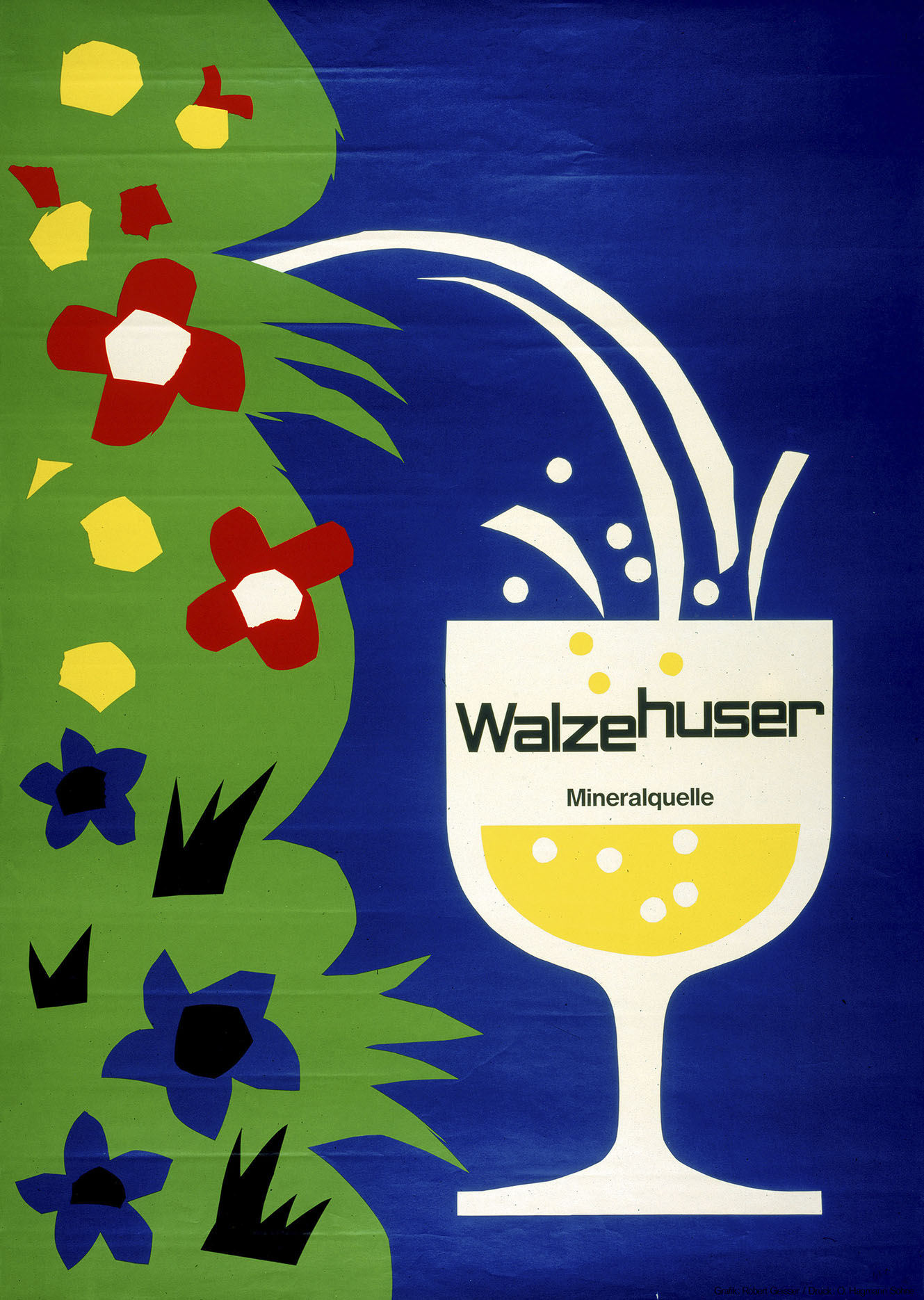
Werbung für Walzenhauser Mineralquelle (AR)
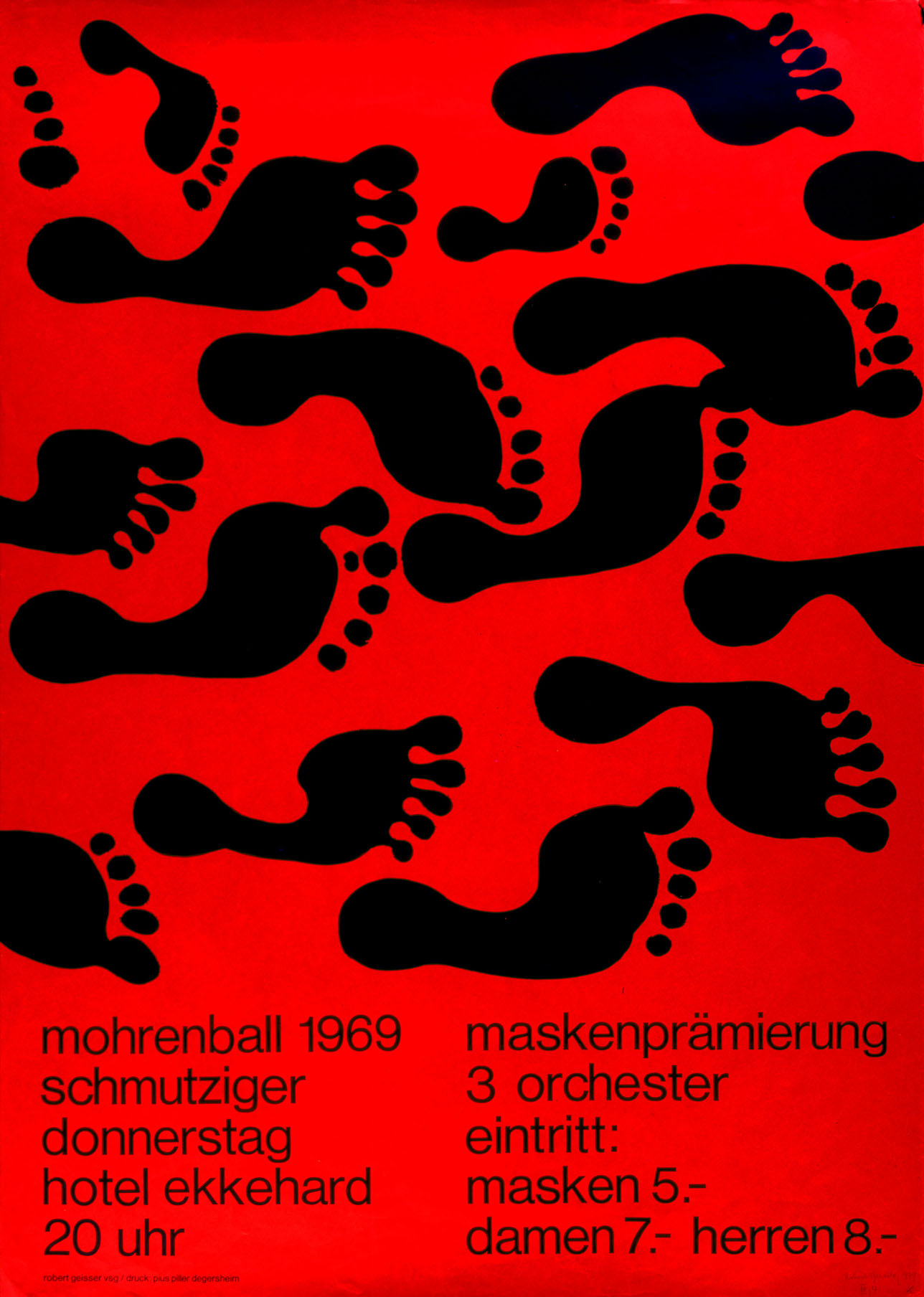
Ankündigung für Mohrenball in St. Galler Fasnacht 1969
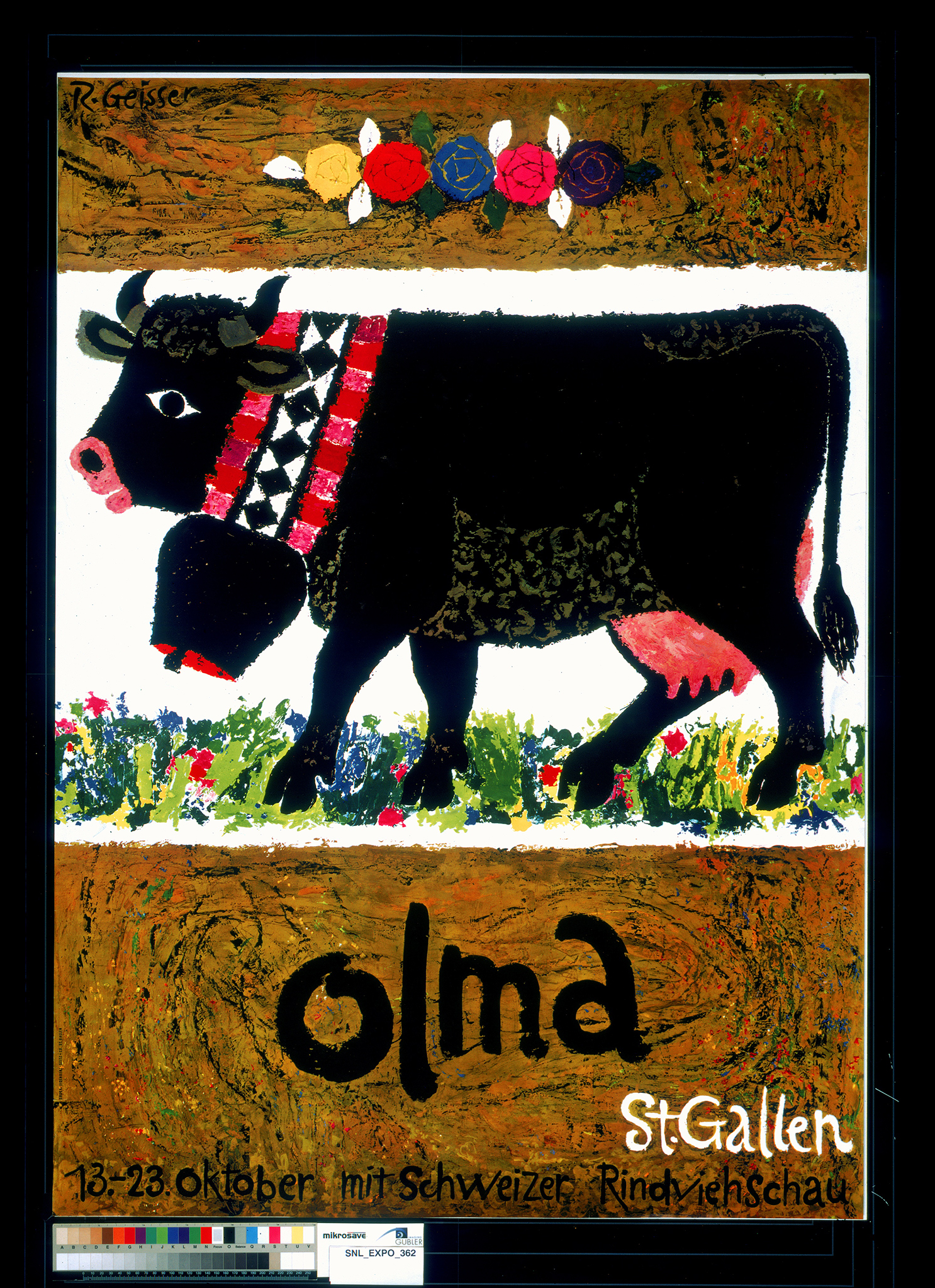
OLMA-Plakat 1960, prämiert als eines der besten Plakate der Schweiz
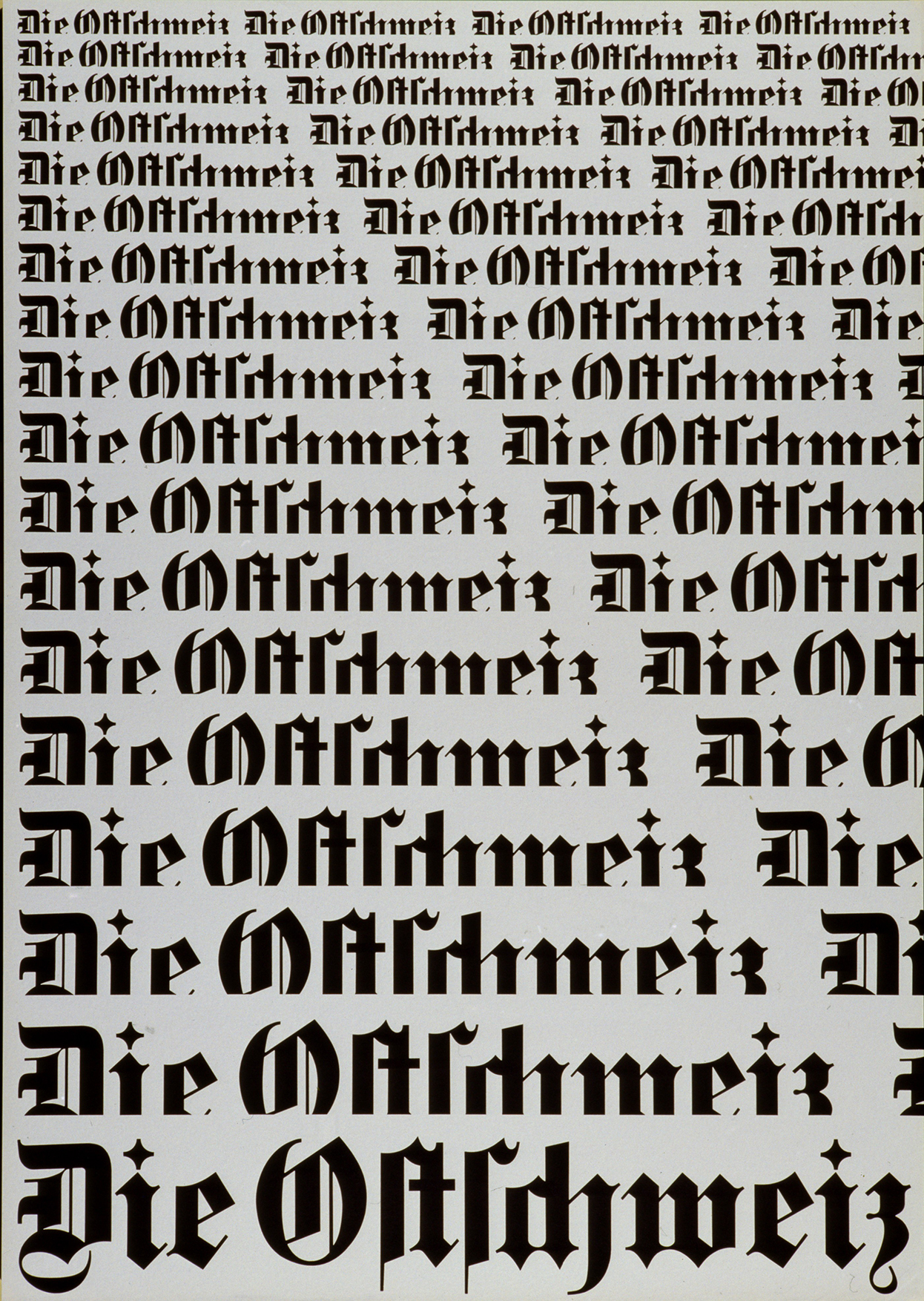
Werbung für Tageszeitung Die Ostschweiz, 1966